# Blanes
Blanes to kurort w comarce Selva, w prowincji Girona, w Katalonii, w Hiszpanii. Liczy 30 693 mieszkańców. Graniczy z innym znanym ośrodkiem ruchu turystycznego – Lloret de Mar.

## Historia
W czasach starożytnych Blanes było zamieszkiwane przez Celtoiberów, jak również przez osadnictwa Greków i Fenicjan. W tym czasie wybrzeże stanowiło centrum handlu rudą żelaza pochodzącego z głębi Półwyspu Iberyjskiego.

## Atrakcje turystyczne
Najważniejsze zabytki znajdujące się w Blanes to m.in.:
- średniowieczny kościół,
- ruiny warowni z X wieku
- ogrody botaniczne na urwisku, tj. Ogród Botaniczny Marimurtra i ogród botaniczny Pina Rosa będące jedną z wizytówek miasta, rozciągają się z nich niesamowite widoki na wybrzeże, znajdują się w nich różne rodzaje roślin i drzew z całego świata.

Ogród Botaniczny Marimurtra powstał w 1928 roku. Zajmuje powierzchnię blisko 16 hektarówch, na których znajduje się około 6000 gatunków roślin pochodzących z całego świata, tj. tropikalne, śródziemnomorskich i afrykańskich. Najlepszą porą roku na zwiedzanie ogrodu jest wiosna, jednak jest on czynny przez cały rok.
Dla turystów Blanes jest doskonałym miejscem na odpoczynek i zwiedzanie okolicznych miejscowości. W niedalekiej odległości od miasta znajduje się Barcelona. Około 50 km dalej znajduje się park krajobrazowy Parc Natural del Montseny. W jego okolicy leży rezerwat Gorg Negre wraz z wodospadami.

## Galeria zdjęć

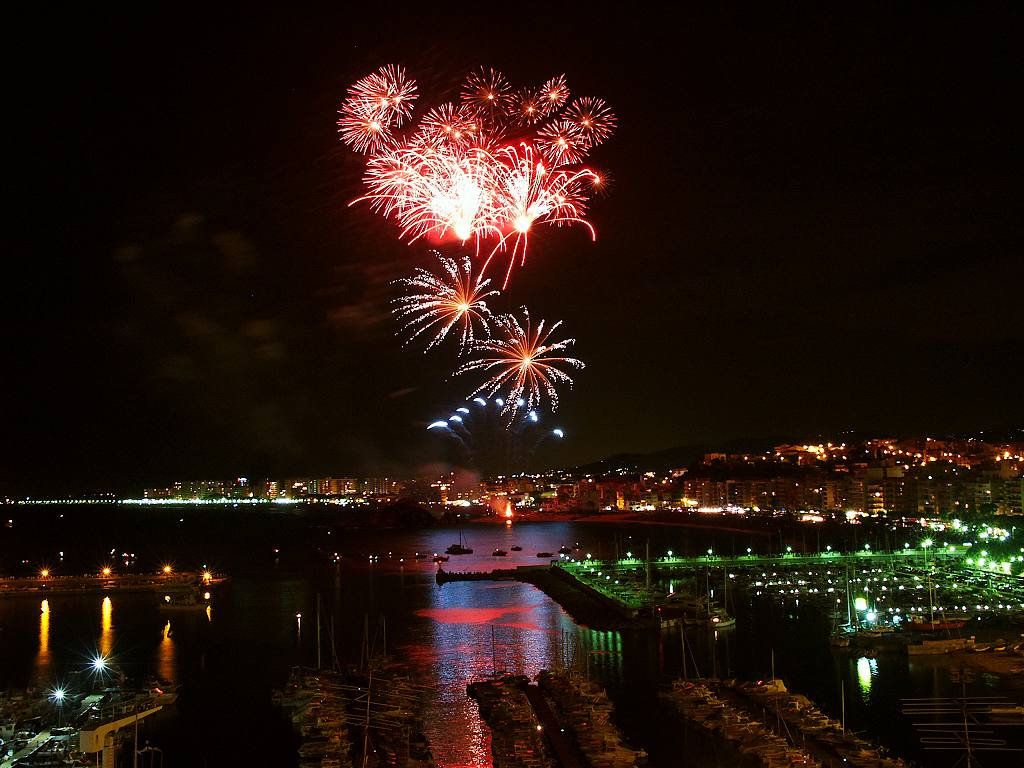
Fajerwerki nad miastem
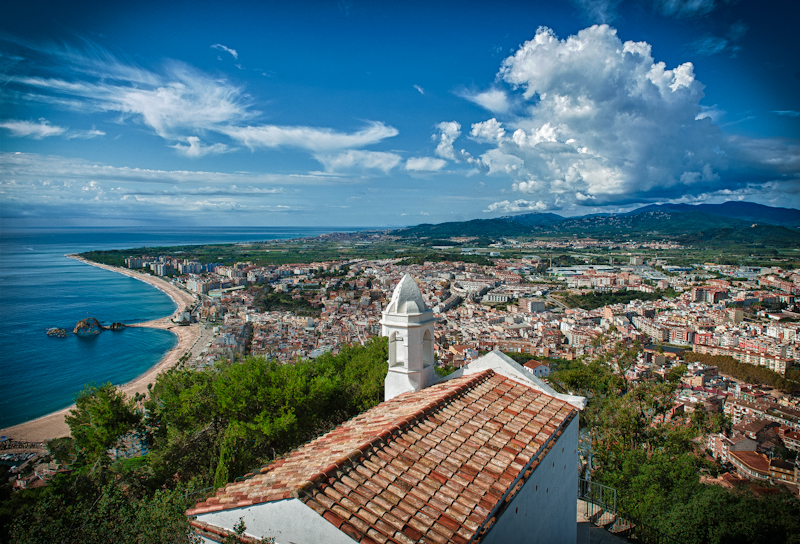
Widok na plażę z pobliskiego wzgórza
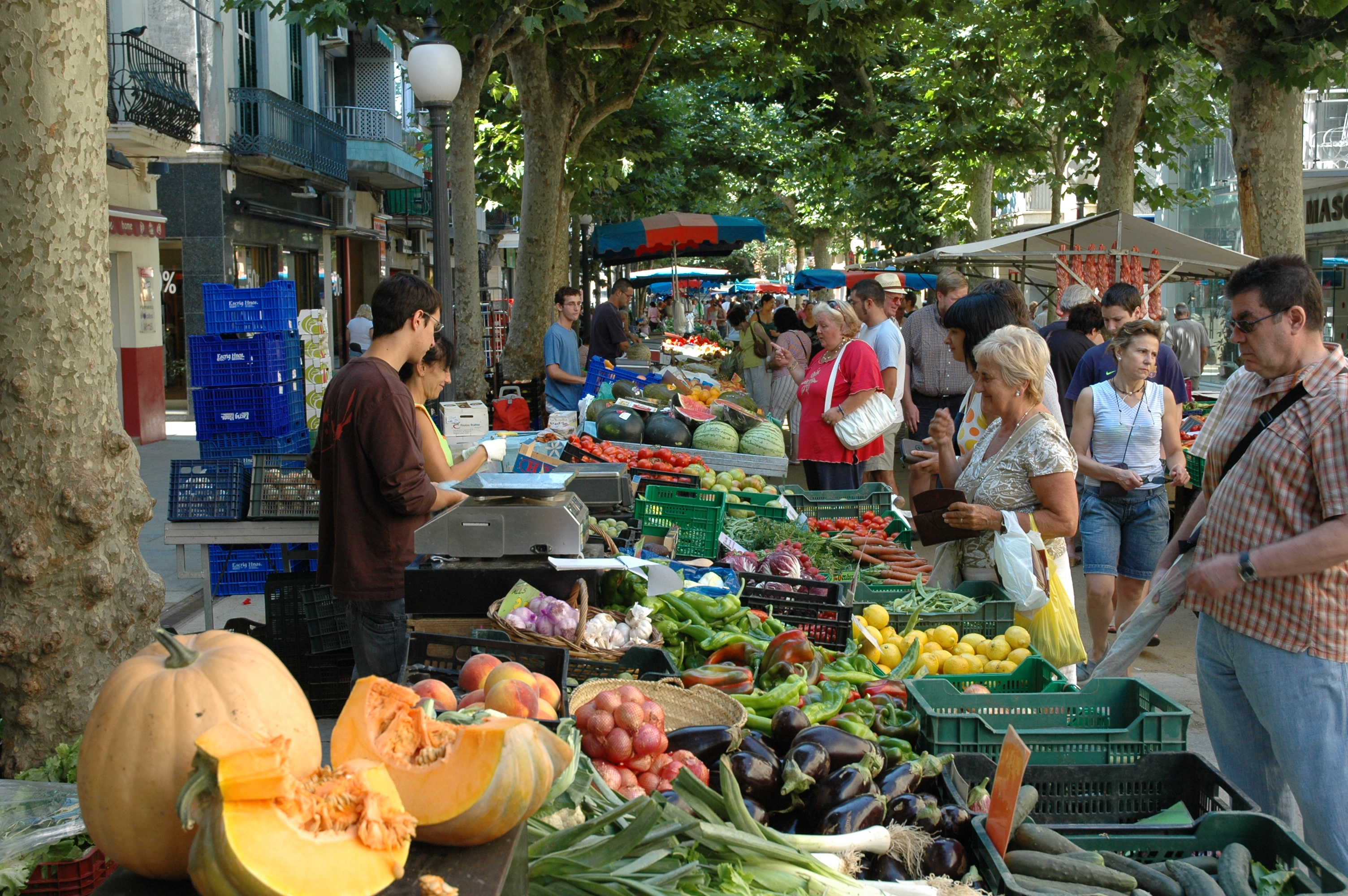
Targ miejski z warzywami i owocami
- Blanes

## Współpraca
- Ardales, Hiszpania
- Villenave-d’Ornon, Francja